# Маклейн, Мэйси
Мэйси Рене Стэнли (англ. Masey Renee Stanley, урожд. Маклейн (англ. McLain); род. 6 января 1994, Вайделия) — американская актриса, ставшая известной, благодаря роли Рэйчел Скотт в фильме 2016 года «Мне не стыдно».

## Биография

### Детство и начало карьеры
Мэйси Маклейн родилась 6 января 1994 года в Видейлии в семье баптистского священника Марти Маклейна и его жены Стефани, которая ранее была певицей и танцовщицей. Во время учёбы в старшей школе заинтересовалась сценической деятельностью и играла в школьном театре.
По окончании школы поступила в Государственный университет Кеннесо.

### Карьера
В 2016 году, Маклейн была приглашена на главную роль в фильме «Мне не стыдно», которая стала первой главной ролью в её карьере. В фильме МакЛэйн сыграла Рэйчел Скотт, 17-летнюю школьницу, которая погибла 20 апреля 1999 года во время массового убийства в школе «Колумбайн». Во время подготовки к роли в фильме Мэйси читала её дневники, а также разговаривала с её матерью. Несмотря на то, что фильм был подвергнут критике, роль Мэйси была высоко оценена критиками, которые оценили её актёрское мастерство; Хофманн назвал её бесспорно, потрясающей, теплой и привлекательной исполнительницей.
В последующие годы, Маклейн снималась в нескольких фильмах, среди которых были «Из-за Грасии» (2017) и «Если ты ушёл» (2018), которые были посвящены отношениями между подростками. Роль в фильме «Если ты ушёл» была отмечена критиком Джейкобом Эйри, который сказал, что Мэйси Маклейн в роли Лилиан действительно сияет. Она была идеальным выбором для этой роли, и она ведет этот фильм к кульминации. Вы чувствуете её радость, её печаль и её горе, когда она изображает этого персонажа.
В 2020 году вышел телесериал «Бакстеры», который был снят по серии романов писательницы Карен Кингсбери; в сериале она сыграла одного из главных персонажей Эшли Бакстер. Незадолго до выхода сериала, Мэйси дебютировала, как певица и автор песен, выпустив альбом «To the Dreamers».

### Личная жизнь
В возрасте 7 лет стала возрождённой христианкой; в 2020 году она говорила, «Вместо того, чтобы подчиняться Богу и тому, кем Он себя называет, оно (мышление) формирует для себя свою собственную версию Бога, соответствующую их образу жизни».
В 2017 году выпустила книгу «Это того стоит», в которой она рассказала о себе и отношениях с Богом.
Замужем за писателем Калебом Стэнли.

## Фильмография
| Год          |   | Русское название | Оригинальное название  | Роль                         |
| ------------ | - | ---------------- | ---------------------- | ---------------------------- |
| 2011         | с | Рид между строк  | Reed Between the Lines | Мария / Maria                |
| 2016         | ф | Кристин          | Christine              | девушка / Young Woman        |
| 2016         | ф | Мне не стыдно    | I'm Not Ashamed        | Рэйчел Скотт / Rachel Scott  |
| 2017         | ф | Из-за Грасии     | Because of Grácia      | Эми / Amy                    |
| 2017         | ф | Молитва          | A Prayer               | Энжи / Angie                 |
| 2018—2023    | с | Ординатор        | The Resident           | Дэйзи / Daisy                |
| 2019         | с | Оправдание       | Vindication            | Кортни / Courtney            |
| 2019         | ф | Если ты ушёл     | If You're Gone         | Лилиан Уайт / Lillian White  |
| 2020 — н. в. | с | Бакстеры         | The Baxters            | Эшли Бакстер / Ashley Baxter |